# Roland Gunesch
Roland Gunesch (Daia, 25 de março de 1944) é um ex-handebolista profissional romeno, medalhista olímpico.

## Títulos
- Campeonato Mundial de Handebol:
  - Campeão: 1970, 1974

- Jogos Olímpicos:
  - Prata: 1976
  - Bronze: 1972